# Castellar Guidobono
Castellar Guidobono (piemontiul: Ël Castlà) település Olaszországban, Piemont régióban, Alessandria megyében. Lakosainak száma 401 fő (2023. január 1.). Castellar Guidobono Casalnoceto, Viguzzolo és Volpeglino községekkel határos.

## Népesség
A település lakossága az elmúlt években az alábbi módon változott:
| Lakosok száma | 401  | 387  | 401  |
|               | 2017 | 2018 | 2023 |